# Laakso (Band)
Laakso ist eine schwedische Indie-Pop-Band, die von 2001 bis 2007 bestand und 2015 in alter Besetzung wieder zusammenkam.

## Geschichte
Als der Sänger und Gitarrist Markus Krunegård und der Multiinstrumentalist David Nygård Anfang der 2000er Jahre in Uppsala zusammentrafen, stellten sie neben einem ähnlichen Musikgeschmack auch fest, dass beide nicht nur finnische Wurzeln haben, sondern diese in denselben Ort zurückführen: Nygårds Eltern und Krunegårds Mutter stammen aus Tornionjokilaakso. Diese Verbindung drückten sie darin aus, dass sie sich nach dem finnischen Wort für „Tal“ Laakso nannten und Texte in Finnisch verfassten. Die Hinzunahme des Bassisten Mikael Fritz und des Schlagzeugers Lars Skoglund ließ die Gruppe dann doch auf die internationale Musiksprache Englisch umschwenken, der Name allerdings blieb. 2002 wurde die Band bei ihrem lokalen Auftritt im Vorprogramm von David & the Citizens von Scouts des Labels Adrian Recordings entdeckt. Ein Demo wurde ausgehändigt, woraufhin das Label dieses sogleich als reguläre EP zu veröffentlichen gedachte und im Winter 2002/2003 das Gröndal Studio in Stockholm buchte. Produzent der im Februar 2003 in den Handel gelangten Long-Beach-EP war Jari Haapalainen, der die Band auch künftig als Produzent begleiten sollte. Nachdem weitere Lieder entstanden waren, ging es im Mai 2003 diesmal in eine einsame Gegend im Süden Schwedens, ins Aerosol Grey Machine Studio, um das Debütalbum I Miss You, I’m Pregnant einzuspielen. Es erschien in Skandinavien am 5. November 2003, in Deutschland, Österreich und der Schweiz ein Jahr später, am 1. November 2004.
Laakso unterzeichnete danach einen Vertrag mit V2 Records und legte 2005 zum Einstand die EP High Drama vor, gefolgt vom Album My Gods, aber erst mit den 2007er Veröffentlichungen Västerbron & Vampires (EP) und Mother, Am I Good Loking? (Album) stellte sich der erwartete Chart-Erfolg ein. Zeitgleich mit dem englischsprachigen Mother, Am I Good Loking? erschien außerdem das finnischsprachige Album Mämmilärock bei der finnischen Firma Break a Leg Entertainment, aus dem drei Singles ausgekoppelt wurden. Mit diesem Rückenwind aus dem Mainstream-Hörerkreis wagte Markus Krunegård eine Solo-Karriere. Gleich mit dem für V2 aufgenommenen Debütalbum Markusevangeliet gelang ihm 2008 eine Top-Ten-Notierung. Unterdessen spielte Skoglund Schlagzeug in der Band um den Künstler Moneybrother und Nygård verdingte sich in verschiedenen Projekten, zum Beispiel bei der Indie-Pop-Band Vapnet.
Im Jahr 2015 reformierte sich Laakso in der bekannten Besetzung. Nach einigen Konzerten setzte die Band auch ihre Tonträgerproduktion zunächst in Form der Vorab-Single Time of My Life und am 22. April 2016 mit dem Album Grateful Dead, das wieder Jari Haapalainen produziert hatte, fort.

## Stil
Die Musik wird dem Indie-Pop zugerechnet. Sie weist Einflüsse aus dem Finnischen auf, nicht zuletzt zeugt davon die Hommage an den 2006 verstorbenen Liedermacher Juhani „Juice“ Leskinen auf dem Album Mämmilärock. Ebenso ist eine Nähe zu Nick Drake gegeben, den die Band mit einem Titel auf I Miss You, I’m Pregnant ehrte. Es schwinge außerdem eine „Dosis Rebellion“ in ihren Liedern mit, verkündete schon die deutsche Plattenfirma Noisedeluxe Records anlässlich der Promotion des Debüts im deutschsprachigen Raum. Diese war auch 2015 bei ihrer Rückkehr noch zu spüren, nur dass sie aufgesetzt und diffus wirkte.
Den Stellenwert der Band beurteilten die Internetseiten gaffa.se und rockszene.de unterschiedlich. Während das schwedische Gaffa meint, weder die Band noch deren Frontmann mit Soloambitionen, Markus Krunegård, hätten je zur musikalischen Elite Schwedens gehört, rechnet sie die für den Großraum Hannover zuständige Rockszene zu den europaweit beachteten und geliebten Indie-Bands.

## Diskografie

### Alben
- 2003: I Miss You, I’m Pregnant
- 2005: My Gods
- 2007: Mother, Am I Good Loking?
- 2007: Mämmilärock
- 2016: Grateful Dead

### Singles und EPs
- 2003: Demon (Single, Adrian Recordings)
- 2003: Long Beach (EP, Adrian Recordings)
- 2004: Aussie Girl (EP, Adrian Recordings)
- 2004: Laakso (Single, Adrian Recordings)
- 2005: High Drama (EP, V2)
- 2005: In My Blood (Single, ergänzt durch Demo- und Live-Aufnahmen, V2)
- 2006: Hurrin Hurjaa Elämää (Single, Break a Leg Entertainment)
- 2006: Kiss Me (Single, Nude Records)
- 2007: Italy vs. Helsinki (Single, mit Peter Jöback, V2)
- 2007: Minä Ja Jari (Single, Break a Leg Entertainment)
- 2007: Västerbron & Vampires (EP, V2)
- 2007: Tu Tu Tu Tulevaisuus (Promo-Single, Break a Leg Entertainment)
- 2016: Time of My Life (Single, Adrian Recordings)
- 2016: So Happy, So Sad (Single, Adrian Recordings)